# Pär Ulmgren
Pär Ulmgren, född 13 oktober 1879 i Stockholm, död 31 juli 1952 i Tranås, var en svensk försäkringsman.

## Biografi
Pär Ulmgren var son till Otto Ulmgren och Sigrid Henrietta Prytz. Han blev tjänsteman i Städernas allmänna brandstodsbolag 1897 och kvarstannade där till 1912. Under denna tid var han även verksam utomlands. Han tjänstgjorde på försäkringsbolag i Erfurt och Stuttgart 1900 och i London 1903. 1912 anställdes han vid Försäkringsaktiebolaget Skandia, där han blev kamrer 1915, vice direktör 1918 och vice VD 1920. Han var 1930–1940 VD i Försäkringsaktiebolaget Skandia och dess dotterbolag Försäkringsaktiebolaget Freja (Skandia-Freja). 1941–1944 var han även VD i Försäkringsaktiebolaget Norden. Ulmgren ägde omfattande kunskaper inom försäkringslivets olika grenar. Han ägnade särskilt brandförsäkringen stort intresse, och han introducerade avbrottsförsäkringen. Han var bland annat alternerande ordförande och vice ordförande i Svenska brandtarifföreningen 1930–1944